# Маркін Дмитро Федорович
Дмитро Федорович Маркін (1899, село Пулково Царськосельського повіту Санкт-Петербурзької губернії, тепер Ленінградської області, Російська Федерація — загинув1942, село М'ясний Бор Новгородської області, Російська Федерація) — радянський партійний діяч, 1-й секретар Мозирського окружного обласного комітету КП(б) Білорусії, 1-й секретар Поліського обласного комітету КП(б) Білорусії. Депутат Верховної Ради СРСР 1-го скликання.

## Біографія
Народився в родині селянина-середняка. У 1911 році закінчив трикласну сільську школу в селі Пулково. З жовтня 1914 по травень 1918 року знаходився на утриманні батьків в Пулково.
У травні 1918 — квітні 1919 року — рядовий 3-го Петроградського полку РСЧА в Новгороді. У квітні 1919 — вересні 1922 року — червоноармієць 20-го особливого батальйону Всеросійської надзвичайної комісії (ВЧК) у Петрограді.
З вересня 1922 по грудень 1927 року — робітник-гумовик Петроградського (Ленінградського) заводу «Красный треугольник».
Член РКП(б) з квітня 1924 року.
У грудні 1927 — червні 1929 року — помічник майстра цеху іграшки, з червня 1929 по жовтень 1930 року — інформатор парткому Ленінградського заводу «Красный треугольник».
У жовтні 1930 — травні 1932 року — секретар колективу ВКП(б) Ленінградського обласного транспортно-дорожнього управління.
З червня 1932 по квітень 1934 року — секретар колективу ВКП(б) відділення з проектування Військово-хімічного об'єднання Головного військово-мобілізаційного управління Народного комісаріату важкої промисловості в Ленінграді.
У квітні 1934 — вересні 1935 року — секретар партійного комітету транспортного управління Ленінградської спілки споживчих товариств. У квітні 1935 року отримав догану за втрату партійного квитка.
З вересня 1935 по липень 1936 року — завідувач організаційно-масового відділу Ленпромбудспілки в Ленінграді.
У 1936—1937 роках — інструктор Куйбишевського районного комітету ВКП(б) міста Ленінграда.
У вересні 1937 — січні 1938 року — в.о. 1-го секретаря, 1-й секретар Мозирського окружного комітету КП(б) Білорусії.
У січні 1938 — березні 1940 року — 1-й секретар Організаційного бюро ЦК КП(б) Білорусії по Поліській області, 1-й секретар Поліського обласного комітету КП(б) Білорусії. За «слабке керівництво» не обраний до складу пленуму обкому і відкликаний у розпорядженні ЦК КП(б) Білорусії.
З березня 1940 року працював у місті Ленінграді.
З 1941 року — служив у 944-му стрілецькому полку 259-ї стрілецької дивізії 2-ї Ударної армії РСЧА, учасник німецько-радянської війни. За деякими даними, загинув у 1942 році в районі села М'ясний Бор. Партійні документы погашені Ленінградським міським комітетом ВКП(б) у жовтні 1944 року як на померлого.

## Нагороди
- орден «Знак Пошани» (28.02.1939)
- медалі